# Gruppe 53
Die Gruppe 53 war eine Düsseldorfer Künstlergruppe, die am 27. Februar 1953 durch fünf Künstler als Künstlergruppe Niederrhein 53 e.V. gegründet wurde. Unter weitgehender personeller Erneuerung entstand 1955 aus ihr die Gruppe 53. Ihr gehörten vornehmlich Künstler des Tachismus (später auch  Informel genannt) an, unter anderem Peter Brüning, Karl Fred Dahmen (ab 1959), Fathwinter (ab 1955), Albert Fürst, Winfred Gaul (ab 1955), Herbert Götzinger, Horst Egon Kalinowski, Dieter Kerchner, Waldemar Niepagenkemper (1954–1959), Rolf Sackenheim, Peter Royen, Gerhard Wind und Gerhard Hoehme. Bernard Schultze und Emil Schumacher stellten als Gäste aus. Der einzige nicht abstrakt malende Künstler der Gruppe war Konrad Klapheck mit seinen surrealistisch anmutenden Schreibmaschinen- und Nähmaschinen-Bildern. 1959 verließen Otto Piene und Heinz Mack die Künstlervereinigung und gründeten die Gruppe Zero.
Ihre erste gemeinsame Ausstellung fand in der Kunsthalle Düsseldorf vom 4. April bis 2. Mai 1954 statt.
Zusammen mit den Gruppen Quadriga in Frankfurt und ZEN 49 in München gehört sie zu den Keimzellen des Informel in Deutschland.